# Египетское Таро

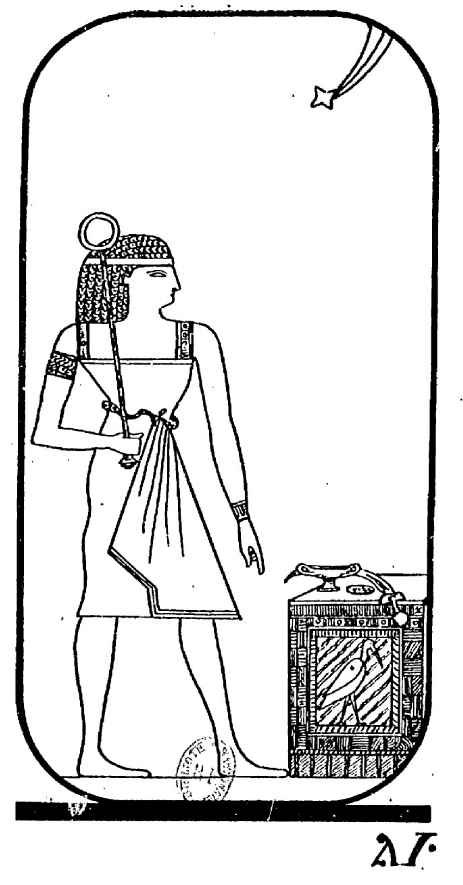
Старший Аркан I, «Посвящённый» (L'initié) или «Маг»

Египетское Таро — собирательное название одного из распространенных дизайнов карт Таро, ведущего начало от французского оккультиста Жана-Батиста Питуа (1811—1877), писавшего под псевдонимом «Поль Кристиан».
Изображения 22 старших арканов впервые были опубликованы в 1896 году в книге Роберта Фальконнье «XXII герметических листа прорицательного Таро». Автором чёрно-белых иллюстраций назван некий Морис Отто Вегенер.
В 1901 году американский оккультист Эдгар де Валькур-Вермон (Edgar de Valcourt-Vermont), писавший под псевдонимом «Граф де Сен-Жермен», опубликовал в Чикаго книгу «Практическая астрология», где воспроизвёл тексты Кристиана и иллюстрации старших арканов Вегенера (с некоторыми изменениями). Были также добавлены иллюстрации всех 56 младших арканов. В этой книге Египетское Таро было впервые опубликовано как полный набор из 78 картин (чёрно-белых), хотя само слово «Таро» там не упоминается.
В книге Кристиана «Красный человек из Тюильри» (1863) арканы пронумерованы от I до LXXVII («Крокодил» имеет номер 0 и стоит между XX и XXI). У Сен-Жермена нумерация от I до LXXVIII («Крокодил» имеет номер XXII). Сквозная нумерация арканов сохраняется в некоторых, но не во всех позднейших вариациях Египетского Таро, среди которых наиболее популярны «Ибис-Таро» (современная полноцветная версия Таро Сен-Жермена), «Священное Египетское Таро» К. К. Заина и латиноамериканское «Египетское Таро», иллюстрирующее книги Х. Иглесиаса Ханейро и Самаэля Ауна Веора.

## Старшие арканы
| №     | Илл. | Имя                      | Имя в оригинале         | В Таро Райдера — Уэйта | Имя             |
| ----- | ---- | ------------------------ | ----------------------- | ---------------------- | --------------- |
| I     |      | Посвящённый              | L’initié                |                        | Маг             |
| II    |      | Святилище                | Le Sanctuaire           |                        | Верховная Жрица |
| III   |      | Исида                    | Isis                    |                        | Императрица     |
| IV    |      | Фараон                   | Le Pharaon              |                        | Император       |
| V     |      | Хозяин арканов           | Le Maître des arcanes   |                        | Верховный жрец  |
| VI    |      | Два пути (дороги)        | Les Deux routes         |                        | Влюблённые      |
| VII   |      | Колесница Осириса        | Le Char d’Osiris        |                        | Колесница       |
| VIII  |      | Весы и меч               | La Balance et le glaive |                        | Справедливость  |
| IX    |      | Завуалированная лампа    | La Lampe voilée         |                        | Отшельник       |
| X     |      | Колесо судьбы            | La Roue des destinées   |                        | Колесо Судьбы   |
| XI    |      | Сила                     | La Force                |                        | Сила            |
| XII   |      | Подвешенный              | Le Pendu                |                        | Повешенный      |
| XIII  |      | Смерть                   | La Mort                 |                        | Смерть          |
| XIV   |      | Две вазы                 | Les Deux urnes          |                        | Умеренность     |
| XV    |      | Тифон                    | Thyphon                 |                        | Дьявол          |
| XVI   |      | Поражённая молнией башня | La Tour foudroyée       |                        | Башня           |
| XVII  |      | Звезда                   | L’Etoile                |                        | Звезда          |
| XVIII |      | Луна                     | La Lune                 |                        | Луна            |
| XIX   |      | Солнце                   | Le Soleil               |                        | Солнце          |
| XX    |      | Святое писание           | Le Livre sacré          |                        | Суд             |
| XXI   |      | Корона магов (волхвов)   | La couronne des mages   |                        | Мир             |
| XXII  |      | Крокодил                 | Le Crocodile            |                        | Шут             |

## Другие варианты египетского Таро
В Сухалии (Санкт-Мориц, Швейцария), между 1926 и 1927 годами, французский мистик, художник, ученик Анри Матисса, оккультист и египтолог Шваллер де Любич создал свою колоду египетских таро, состоящую из 25 карт (первоначально в черно-белых тонах), частично скопированных и частично вдохновленных картинами египетских богов.